# Des Königs Henker
Des Königs Henker ist das sechste Musikalbum von Saltatio Mortis und das dritte, auf welchem sie Mittelalter-Rock spielen. Es wurde am 29. August 2005 veröffentlicht.

## Booklet-Gestaltung
Das Booklet-Design der CD übernahm wie immer Magister Flux, der ein festes Mitglied der Band ist und der auch für die Pyrotechnik bei Konzerten verantwortlich zeichnet. Im Booklet werden die Mitglieder der Band mit einer Krone, die Stacheln nach außen hin zeigt, dargestellt. Diese Krone ziert zudem die Rückseite des Heftchens. Dabei legen die meisten Bandmitglieder einen leidenden Eindruck an den Tag. In der Mitte des Booklets befinden sich die Danksagungen der Band und der einzelnen Mitglieder, die unter anderem auch an andere Bands ihrer Szene gehen. Außerdem werden die Besetzung und die Produktionsorte aufgeführt.

## Musikstil
Die Musik zeigt im Vergleich zu den beiden vorherigen Rock-Alben „Das Zweite Gesicht“ (2002) und „Erwachen“ (2004) starke Veränderungen. Auf elektronische Elemente wurde vollkommen verzichtet und die Mittelalterinstrumente rücken ein Stück in den Hintergrund. Alea übernimmt jetzt einen Großteil des Gesangs und singt nicht mehr so klar wie auf den Vorgängern. Es handelt sich dabei um Mittelalterrock, eine Ausnahme stellt die Musik bei „Ecce Gratum“ dar, die im Gegensatz zum Rest des Albums rein mittelalterlich ist, was bedeutet, dass keine elektronischen Instrumente verwendet wurden.

## Songtexte
Die Songtexte handeln vermehrt vom Tod zum Beispiel in „Des Königs Henker“ (Ich bin des Königs Henker, die Hand hält das Fallbeil. Verdammt den Tod zu leben, verspiel mein Seelenheil), „Tote Augen“ und „Tritt ein“ (Die Axt war scharf gewetzt, schon manches Weib von ihr zerfetzt. Gestank drang aus dem Raum, von ausgeträumtem Lebenstraum, im Raum da hingen sie, aufgehängt wie Schlachthausvieh. Vor Schreck, ihr Leib erstarrt, wie angewurzelt sie verharrt). Beim Lied „Verführer“ wurde ein gleichnamiges Gedicht von Hermann Hesse als Text verwendet und bei „Ecce Gratum“ wurde Lied 143 der Carmina Burana, eine Liedersammlung aus dem 11. und 12. Jahrhundert, eingespielt.

## Sonstiges
Das Album ist das letzte bei Saltatio Mortis für Dominor, Die Fackel und Ungemach. Sie gaben 2006 ihre Trennung von der Band bekannt.

## Titelliste
1. Des Königs Henker – (04:34)
2. Salz der Erde – (03:38)
3. Rette mich – (03:57)
4. Verführer – (03:55)
5. Vergiss mein nicht – (03:15)
6. Tote Augen – (05:05)
7. Tritt ein – (04:04)
8. Mondlicht – (03:48)
9. Ecce Gratum – (2:45)
10. Keines Herren Knecht – (3:57)
11. Für Dich – (3:37)
12. Die Hoffnung stirbt zuletzt – (4:01)